# Dzwonek karkonoski
Dzwonek karkonoski, dzwonek Baumgartena (Campanula bohemica) – gatunek rośliny z rodziny dzwonkowatych (Campanuaceae). Jest endemitem Karkonoszy i Wysokiego Jesionika.

## Morfologia
PokrójRoślina tworząca przeważnie rozproszone kępy. W jednej kępie z kłącza wyrasta kilka kwitnących pędów.
ŁodygaSłabo kanciasta, w dolnej części owłosiona. Pod ziemią roślina posiada kłącze, z którego co roku wyrastają nowe pędy.
LiścieDolne sercowato-okrągławe, na pędach kwiatostanowych podługowate, lancetowate. Są karbowano-piłkowane lub całobrzegie.
KwiatyW gronie po 2–5 kwiatów, ciemnofioletowe, o długości 15–25 mm. Działki kielicha równowąskolancetowate i dwukrotnie krótsze od korony.
OwoceWydłużona torebka otwierająca się u nasady. Nasiona elipsoidalne o długości 0,7–1 mm.

## Biologia i ekologia
Bylina, hemikryptofit. Kwitnie w lipcu i sierpniu. Prawdopodobnie jest to roślina wiatrosiewna, jednakże w naturze nie rozmnaża się przez nasiona, lecz wyłącznie wegetatywnie, z kłączy. Występuje na glebach świeżych i wilgotnych, bogatych w związki humusowe, o odczynie słabo kwaśnym i obojętnym. Tworzy skupiska do parudziesięciu osobników, często zaś rośnie pojedynczo. W Karkonoszach występuje na wysokości 1050–1430 m n.p.m., najczęściej w piętrze subalpejskim.

## Zmienność
- Campanula bohemica subsp. corcontica – endemit występujący jedynie w Karkonoszach na wysokości od 600 do 1500 m.
- Campanula bohemica subsp. gelida (M.Kovanda Folia Geobot.Phytotax.,12(1):81 1977) – występuje w Wysokim Jesioniku.

Tworzy mieszańce z dzwonkiem okrągłolistnym (Campanula ×pilousii Sourek Preslia xxv.13 1953 sine descr.lat.)

## Zagrożenia i ochrona
Roślina od 2004 objęta jest ścisłą ochroną gatunkową. Informacje o stopniu zagrożenia na podstawie:
- Polskiej czerwonej księgi roślin[9][10] – gatunek zagrożony wymarciem (kategoria zagrożenia EN);
- polskiej czerwonej listy[11] - gatunek zagrożony (EN);

W Polsce występuje łącznie kilkaset stanowisk: Hala Szrenicka, nad Szrenickim Potokiem, pod Łabskim Szczytem, Mały Śnieżny Kocioł, Wielki Śnieżny Kocioł, Czarny Kocioł, nad potokiem Sopot, Karkonoska Przełęcz, Kocioł Wielkiego Stawu, Kocioł Małego Stawu, Hala Złotówka, Kocioł Łomniczki, Śnieżka, przełęcz Okraj. Na licznych stanowiskach spada liczebność jego populacji wskutek zmiany stosunków wodnych, zaprzestania wypasu, co skutkuje zalesianiem jego stanowisk, a także wskutek zwiększonego ruchu turystycznego i krzyżowania się z dzwonkiem okrągłolistnym.